# Pelliculaspis durapyga
Pelliculaspis durapyga är en insektsart som beskrevs av Ferris 1941. Pelliculaspis durapyga ingår i släktet Pelliculaspis och familjen pansarsköldlöss.
Artens utbredningsområde är Panama. Inga underarter finns listade i Catalogue of Life.